# Kanditheemu (Shaviyani Atol)
Kanditheemu (língua dhivehi: ކަނޑިތީމު) é uma das ilhas desabitadas do Atol Shaviyani que faz parte administrativa do Atol Miladhummadulhu  das Maldivas. Fica No noroeste do atol nas proximidades dos limites como atol Miladhunmadulhu-Thiladhunmathi. A área total é de 0,89 km² e há lagoas profundas nos extremos sul e norte da ilha, onde barcos ancoram. A principal ocupação dos habitantes de Kanditheemuá a pesca.
A mais antiga amostra da Escrita Thaana que é usada pela língua divehi se encontra em Kanditheemu. Está escrita nas colunas da principal Hukuru Miskiy (Mesquita da 6ª feira) da ilha, data do ano 1008 do calendário islâmico (AH) (1599 a.C.), quando o teto do prédio foi construído e renovado nos reinados do sultão  Ibrahim Kalaafaan (Sultão Ibrahim III) e de Hussain Faamuladeyri Kilege (Sultão Hussain II) respectivamente. 